# Лю Вэй (баскетболист)
Лю Вэй (кит. трад. 劉煒, упр. 刘炜, пиньинь Liú Wěi; род. 15 января 1980 года, Шанхай) — китайский профессиональный баскетболист, в настоящее время выступает за клуб китайской баскетбольной ассоциации «Сычуань Блю Уэйлс» и национальную сборную Китая.

## Карьера

### Клубная карьера
Лю Вэй более 10 лет играл в «Шанхай Шаркс» вместе со своим другом, центровым Яо Мином, начиная с молодёжной команды, однако затем Яо Мин перешёл в команду НБА «Хьюстон Рокетс».
Перед началом сезона 2004-2005 годов в НБА две команды НБА, «Хьюстон Рокетс» и «Сакраменто Кингз» дважды встретились в рамках выставочных матчей «Игры НБА в Китае» (англ. NBA China Games), по итогам которых «Кингз» пригласили в команду на просмотр Лю Вэя. Однако, по итогам трёх игр в тренировочном лагере игрок не подошёл клубу и набрал всего лишь два очка и сделал четыре подбора, проведя на площадке 34 минуты.
Лю вернулся в команду «Шаркс», за карьеру в которой стал одним из лучших игроков Китайской баскетбольной ассоциации.

### Международная карьера
На международном уровне Лю Вэй постоянно привлекался к играм национальной сборной Китая, был ключевым игроком на первенстве мира 2002, 2006 и 2010 годов.
Игрок являлся постоянным членом команды на первенстве Азии, а также Азиатских играх.
Кроме того, игрок попал в основу команды на Олимпиаде 2004 года в Афинах, 2008 года в Пекине и 2012 года в Лондоне. После неудачного выступления на Олимпиаде в Лондоне вместе с несколькими другими игроками принял решение о завершении международной карьеры.